# Baqtijar Artajew
Baqtijar Karipullajewitsch Artajew (* 14. März 1983 in Dschambul, Kasachische SSR) ist ein ehemaliger kasachischer Boxer. Er gewann die Goldmedaille im Weltergewicht bei den Olympischen Spielen 2004 in Athen.

## Karriere
Artajew begann im Alter von zehn Jahren mit dem Boxsport und wurde 1998 nationaler Jugendmeister. 2002 gewann er nach einer Finalniederlage gegen Non Boonjumnong Silber bei den Asienmeisterschaften in Seremban und startete 2003 bei den Weltmeisterschaften in Bangkok, wo er mit Siegen gegen Daniel Geale und Kim Jung-joo das Viertelfinale erreichte und dort gegen Schersod Husanow unterlag. Bei den Afro-Asian Games 2003 in Hyderabad verlor er im Finale gegen Mohamed Hikal und bei den Asienmeisterschaften 2004 in Puerto Princesa im Viertelfinale diesmal gegen Kim Jung-joo.
Bei den Olympischen Spielen 2004 in Athen gewann er dann überraschend die Goldmedaille, nachdem er sich jeweils gegen Willy Tankeu, Aliasker Başirow, Wiktor Poljakow, Oleg Saitow und Lorenzo Aragón durchgesetzt hatte. Darüber hinaus erhielt er den Val-Barker-Pokal als herausragendster Boxer der Olympischen Spiele und war Fahnenträger seines Landes bei der olympischen Abschlusszeremonie.
Bei den Weltmeisterschaften 2005 in Mianyang schied er nach vier Siegen erst im Halbfinale gegen Erislandy Lara aus und gewann damit eine Bronzemedaille. 2006 war er bei den Asienspielen in Doha erst im Finale an Elshod Rasulov gescheitert, nachdem er zuvor Ryōta Murata, Cho Deok-jin und Vijender Kumar besiegt hatte. Bei den Weltmeisterschaften 2007 in Chicago wiederholte er den Gewinn einer Bronzemedaille, nachdem er nach vier Siegen erneut im Halbfinale gegen Alfonso Blanco unterlegen war.
2008 startete er noch bei den Olympischen Spielen in Peking und schlug Said Rachidi sowie Matwei Korobow, ehe er im Viertelfinale gegen James DeGale ausschied.

## Sonstiges
Artajew absolvierte die Staatliche Taras-Universität mit einem Abschluss in Jura und Management, die Kasachische Akademie für Sport und Tourismus mit einem Abschluss in Körperkultur und Sport, sowie die staatliche Qaraghandy-Universität mit einem Abschluss in staatlicher und lokaler Verwaltung. Er hat einen Master-Abschluss in den Fachgebieten „Rechtswissenschaft“ und „Körperkultur und Sport“. Ab 2004 war er Manager bei TarazGazSharua LLP.
Von 2009 bis 2013 war er Verwaltungschef des Landkreises Aishabibinsky in der Region Schambyl, sowie später auch stellvertretender Verwaltungschef von Schambyl und Leiter der dortigen Abteilung für Körperkultur, Sport und Tourismus. Von 2013 bis 2021 war er Präsident des Unternehmensfonds des Profisportvereins „Astana“, Direktor von Tarlan Batyrlary LLP und Generaldirektor der kasachischen Boxmannschaft Astana Arlans in der World Series of Boxing. Von 2021 bis 2022 war er Koordinator der Boxnationalmannschaft und Vizepräsident des Komitees für Sport und Körperkultur des kasachischen Boxverbandes. Im Dezember 2024 wurde er zum Leiter der Sportabteilung der Region Qysylorda ernannt.